# Chudania lijiangensis
Chudania lijiangensis är en insektsart som beskrevs av Li och Chen 2001. Chudania lijiangensis ingår i släktet Chudania och familjen dvärgstritar. Inga underarter finns listade i Catalogue of Life.